# Criteo
A Criteo é uma empresa de publicidade que fornece anúncios online. A empresa foi fundada e está sediada em Paris, França.

## História
A Criteo foi fundada em Paris, França, em 2005, por Jean-Baptiste Rudelle, Franck Le Ouay e Romain Niccoli. A Criteo passou os primeiros quatro anos focada em R&D e lançou seu primeiro produto em abril de 2008. Em 2010, a Criteo abriu um escritório no Vale do Silício. Em 2012, a Criteo inaugurou sua nova sede em Paris, França.
Em 7 de abril de 2011, a Criteo anunciou que contratou Greg Coleman como presidente. Anteriormente, Coleman atuou como presidente e diretor de receita do The Huffington Post e vice-presidente executivo de vendas globais do Yahoo!.
Em outubro de 2013, a empresa concluiu uma oferta pública inicial (IPO), levantando US$ 251 milhões.
Em 1º de janeiro de 2016, Rudelle se tornou o presidente executivo, enquanto Eric Eichmann, que era o presidente e diretor de operações (COO), foi promovido a diretor executivo. Em junho de 2016, a Criteo alegou a Steelhouse, uma empresa rival de tecnologia de anúncios, que esta havia falsamente assumido o crédito pelas visitas de usuários às páginas da Web dos varejistas em um processo. A Steelhouse contestou, alegando a Criteo de propaganda enganosa e concorrência desleal. Depois que uma liminar solicitada pela Criteo foi negada em outubro de 2016, ambas as partes optaram por desistir mutuamente de seus processos em novembro de 2016. Em 4 de outubro de 2016, a Criteo adquiriu a HookLogic, uma exchange de varejo, servidor de anúncios e empresa de atribuição focada diretamente em varejistas, fortalecendo seus recursos de atendimento de comércio eletrônico.
Em outubro de 2017, a Criteo nomeou Mollie Spilman como COO.
Com a implementação do recurso Intelligent Tracking Prevention (ITP) do Safari 11 da Apple em setembro de 2017, a receita da Criteo foi reduzida em $ 25 milhões em 2017. No entanto, a Criteo supostamente estava trabalhando em uma “solução sustentável para o longo prazo” no final de 2017 e redesenhou sua “arquitetura de plataforma” desde então. A Criteo também foi impactada pela percepção de que o Regulamento Geral de Proteção de Dados afetaria negativamente a empresa.
Em abril de 2018, Rudelle voltou como CEO, sendo Eichmann seu conselheiro. Sob Rudelle, a Criteo transitou lentamente de um único produto (publicidade na web) para uma plataforma de vários produtos, que incluía publicidade no aplicativo e por e-mail. A receita da Criteo não cresceu em 2018 e caiu 1%.
Em 19 de outubro de 2019, Megan Clarken foi nomeada a nova CEO, substituindo Rudelle. Clarken continuaria o plano de transformação da Criteo.

## Produtos
O produto da Criteo é uma forma de publicidade gráfica, que exibe anúncios em banners interativos, gerados com base nas preferências e comportamento de navegação online de cada cliente. A solução opera com base em pagamento por clique / custo por clique (CPC).
Em setembro de 2010, a Criteo lançou sua plataforma de lances de custo por clique (CPC) de autoatendimento que permite aos anunciantes fazer lances em campanhas de redirecionamento de exibição e ver as alterações e otimizar as campanhas em tempo real. Durante 2020, a Criteo lançou um produto de geração de tráfego, que permite aos anunciantes anunciar usando dados de intenção de compra, e também introduziu uma plataforma de anúncios de autoatendimento para sua divisão Criteo Retail Media, que permite aos anunciantes comprar espaço de mídia nos sites dos varejistas.

## Financiamento
A Criteo garantiu um total de US$ 17 milhões em financiamento, com € 3 milhões em uma primeira rodada institucional em março de 2006 vindo da empresa francesa de private equity AGF e Elaia Partners, e € 9 milhões em uma segunda rodada em janeiro de 2008 liderada pela Index Ventures.
Em maio de 2010, a Criteo levantou mais US$ 7 milhões em financiamento da Bessemer Venture Partners .

## Privacidade
Em setembro de 2010, a Criteo iniciou uma campanha sobre o uso do popular retargeting e seu impacto na privacidade do consumidor. A campanha teve como objetivo tranquilizar os consumidores sobre retargeting personalizado e táticas de marketing baseadas em dados.
A empresa nega que depende de informações de identificação pessoal (PII) e não rastreia informações identificáveis, nenhum dado é compartilhado com anunciantes ou editores e nenhum dado de terceiros é usado para fins de segmentação. O redirecionamento usa apenas informações anônimas do site do comerciante.
Em 2019, a Privacy International apresentou uma reclamação contra a Criteo, alegando que não respeitaria o GDPR europeu.